# Orthosia carnipennis
Orthosia carnipennis là một loài bướm đêm trong họ Noctuidae.